# Daphnellopsis
Daphnellopsis là một chi ốc biển, là động vật thân mềm chân bụng sống ở biển trong họ Conidae.

## Các loài
Các loài thuộc chi Daphnellopsis bao gồm:
- Daphnellopsis fimbriata (Hinds, 1843)[2]
- Daphnellopsis hypselos Houart, 1995[3]
- Daphnellopsis lamellosa Schepman, 1913[4]